# カリブー (ミュージシャン)

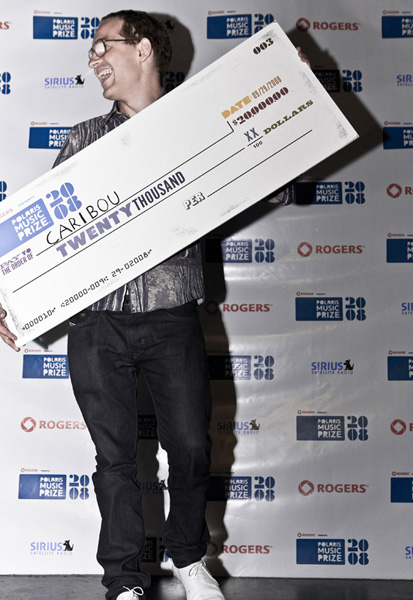
ポラリス音楽賞受賞時のカリブー（2008年）

カリブー（Caribou）ことダン・スナイス（Dan Snaith、1978年3月29日 - ）は、カナダのミュージシャン、作曲家。マニトバ（Manitoba）、ダフニ（Daphni）の名義も使用している。

## 略歴
1978年生まれ。ミュージシャンとしては、当初マニトバの名義で活動しており、ファースト・アルバム、セカンド・アルバムはマニトバ名義でリリースした。しかしアメリカのバンド、ディクテーターズのメンバーであるハンサム・ディック・マニトバから訴訟を起こされ、改名を余儀なくされた。そのためサード・アルバムからは活動名義をカリブーに変更。マニトバ名義だったアルバムも、その後の再発時にはカリブー名義となっている。このことについてスナイスは「ジョン・スミスなどに訴えられたザ・スミスみたいなもの」と語っている。
大学では数学を専攻し、トロントの大学院に進学。その後、2005年にインペリアル・カレッジ・ロンドンでPhDを取得した。
2007年には自身4枚目となるアルバム『アンドラ』をリリース。このアルバムで、カナダの音楽賞であるポラリス音楽賞を2008年に受賞。また3年後の2010年にリリースしたアルバム『スイム』でも、同年の同賞にノミネートされている。
2012年には、ダフニ名義でアルバム『ジャオロン』をリリース。

## ディスコグラフィ

### スタジオ・アルバム

#### マニトバ名義
- 『スタート・ブレイキング・マイ・ハート』 - Start Breaking My Heart (2001年)
- 『アップ・イン・フレイムス』 - Up in Flames (2003年)

#### カリブー名義
- 『ザ・ミルク・オブ・ヒューマン・カインドネス』 - The Milk of Human Kindness (2005年)
- 『アンドラ』 - Andorra (2007年)
- 『スイム』 - Swim (2010年)
- 『アワー・ラヴ』 - Our Love (2014年)
- 『サドゥンリィ』 - Suddenly (2020年)

#### ダフニ名義
- 『ジャオロン』 - Jiaolong (2012年)
- FabricLive.93 (2017年)
- Joli Mai (2017年)
- 『チェリー』 - Cherry (2022年)